# Остки
О́стки — село в Україні, у Рокитнівській селищній громаді Сарненського району Рівненської області; залізнична станція. Населення села становить 1172 осіб.

## Географія
На північно-західній околиці села бере початок річка Берест.

## Історія
Село Остки розташоване на північному сході Рівненської області по обидва боки залізничної колії Київ-Ковель, за 6 км від Житомирської області. Найближчі сусідні села такі: Сновидовичі (за 2 км на північ); з південної сторони село Дерть (за 7 км.); з південного сходу розташоване село Будки-Сновидовицькі (за 4 км.); за 6 км на північному заході — село Лісове. До районного центру Рокитне 12 км по залізниці на захід. Саме село Остки досить молоде. Інтенсивна забудова його почалася в 50 -х роках XX ст. До цього часу це була станція Остки. Саме поселення з'явилося в 1910 році в зв'язку з будівництвом залізниці, яка повинна була пролягти з Києва і з'єднати Київ — Ковель -Луцьк — Львів. Після укладення Ризького мирного договору (18 березня 1921 р.) Західноукраїнські землі відійшли до Польщі. Радянсько-Польський кордон пройшов за 5 км на схід від станції Остки. Таким чином станція стала самою східною на залізничному відрізку Львів — Луцьк — Ковель. Це була тупикова прикордонна станція. Тому сама назва села походить від польського Ost (схід). Саме така назва (Ostki) стоїть на карті виданій у Львові в 1927 році (Falkowski І Мара Wogewodztwa Wokynskiego).До 1939 року, тобто за часів Польщі були тільки приміщення станції, польський постерунок (поліційне відділення). Нині це приміщення лікарні. До першої світової війни в селі було не більше 10-ти хат. Розростатись село почало в 20-х роках, коли в селі виникли перші підприємства. В 1921 році було встановлено новий кордон між СРСР і Польщею. Рівненщина залишилась в складі Польщі. Остки були за 6 км від радянсько-польського кордону на польській території. У вересні 1939 року Остки в складі Західної України було приєднане до СРСР. В 1946 році польське поселення, було вивезене до Польщі. А з Польщі були переселені українці. 

## Населення
За переписом населення 2001 року в селі мешкало 1 176 осіб.

### Мова
Розподіл населення за рідною мовою за даними перепису 2001 року:
| Мова       | Відсоток |
| ---------- | -------- |
| українська | 99,15 %  |
| російська  | 0,60 %   |
| вірменська | 0,26 %   |